# بنجامين راندال
بنجامين راندال (بالإنجليزية: Benjamin Randall)‏ هو محامي وسياسي أمريكي، ولد في 14 نوفمبر 1789 في الولايات المتحدة، وتوفي في 11 أكتوبر 1859 في باث في الولايات المتحدة. حزبياً، نشط في حزب اليمين. وقد انتخب عضو مجلس ولاية مين وانتخب عضو مجلس النواب الأمريكي.